# Wierzbówka (zwyczajna)
Wierzbówka (zwyczajna), świerszczak jedwabisty (Cettia cetti) – gatunek małego ptaka z rodziny wierzbówkowatych (Cettiidae), wcześniej zaliczany do pokrzewkowatych (Sylviidae).

## Podgatunki
Wyróżnia się trzy podgatunki C. cetti:
- C. cetti cetti – zachodnia Europa do Grecji i Bałkanów, północno-zachodnia Afryka.
- C. cetti orientalis – Turcja do Iranu i Afganistanu.
- C. cetti albiventris – Kazachstan i Turkmenistan do północno-zachodnich Chin i północnego Afganistanu.

Opisano też nieuznawane obecnie podgatunki sericea, schiebeli i whitakeri.

## Występowanie
Wierzbówka występuje na zachodzie i południu Europy, w północno-zachodniej Afryce, w Azji Mniejszej, na Bliskim Wschodzie i w Azji Środkowej. Podgatunek nominatywny jest głównie osiadły, choć może migrować lokalnie bądź też na niższe wysokości. Podgatunek orientalis także dokonuje migracji wysokościowych. Podgatunek albiventris na zimę przeważnie migruje, osiągając na południu południowy Iran, Afganistan i północno-zachodnią część subkontynentu indyjskiego.

## Morfologia
Jest podobna do brzęczki. Wierzch ciała jest brunatny, a spód szarawy.
Długość ciała: około 14 cm. Masa ciała: samce około 15 g, samice około 12 g.

## Ekologia i zachowanie
Środowisko

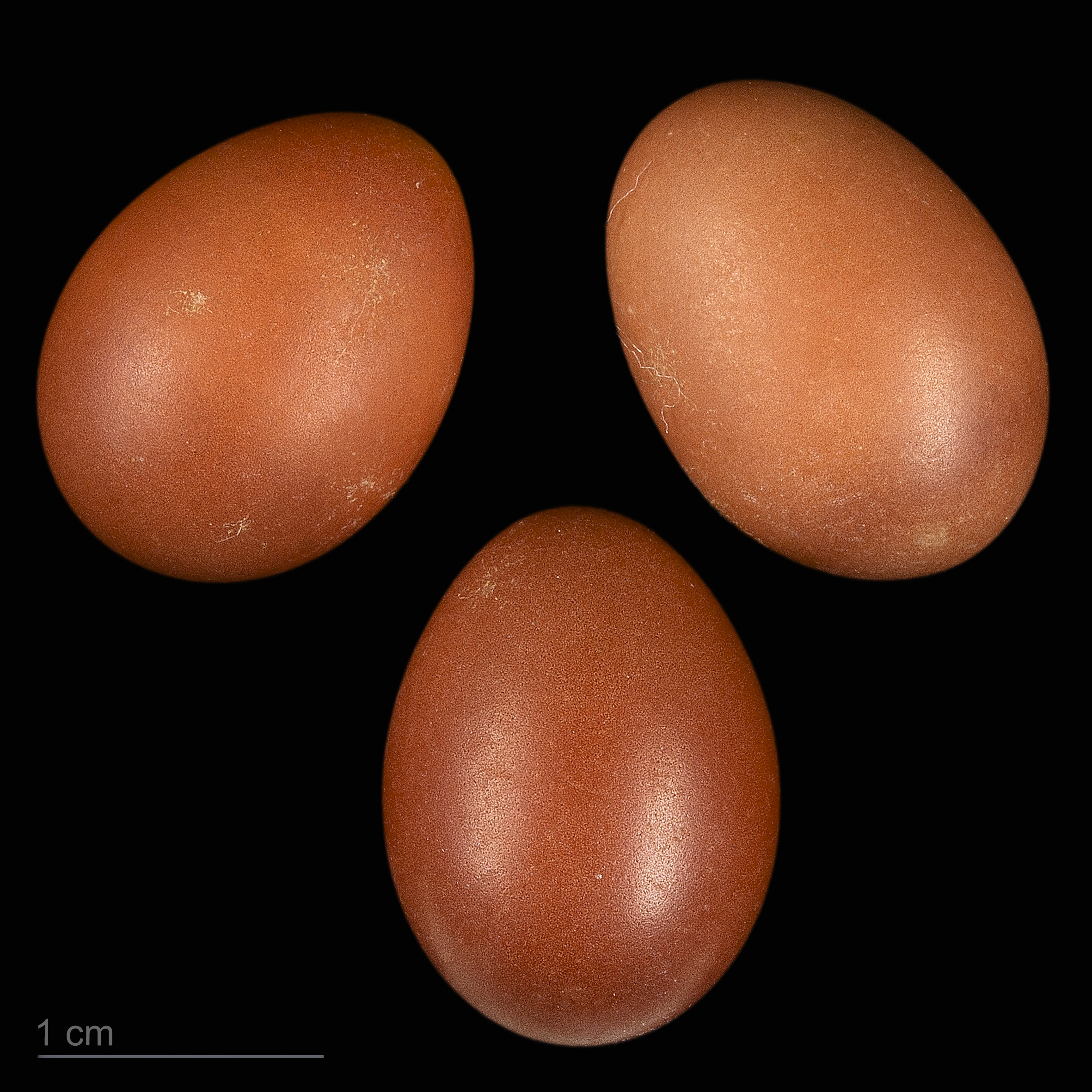
Jaja podgatunku nominatywnego z kolekcji muzealnej

Zasiedla tereny w pobliżu wody, gniazda zakłada na wierzbach i trzcinach.
Rozród
Gniazdo jest dość duże, zbudowane niezbyt starannie. Samce kojarzą się z 2–3 samicami. 
Pokarm
Drobne bezkręgowce, takie jak muszki, pająki i ślimaki.
Głos
Jej cechą charakterystyczną jest bardzo głośny, wręcz „wybuchowy” śpiew brzmiący jak czicz albo plit.

## Status
IUCN uznaje wierzbówkę zwyczajną za gatunek najmniejszej troski (LC – Least Concern) nieprzerwanie od 1988 roku. Liczebność światowej populacji, wstępnie obliczona w oparciu o szacunki organizacji BirdLife International dla Europy z 2015 roku, mieści się w przedziale 10–20 milionów dorosłych osobników. Trend liczebności populacji uznawany jest za wzrostowy.